# 細川珠生
細川 珠生（ほそかわ たまお、1968年7月12日 - ）は、日本の政治ジャーナリスト。女性。現姓：片平。父・細川隆一郎（元毎日新聞記者）、長兄・細川隆三（元テレビ朝日報道局政治部デスク）、大叔父・細川隆元（元朝日新聞記者）はいずれも政治評論家。長男は先祖研究者の片平凌悟。

## 来歴
東京都出身。聖心女子学院初等科・中等科・高等科を経て、1991年3月に聖心女子大学文学部外国語外国文学科（英語英文学専攻）を卒業。同年からペパーダイン大学政治学部に1年間留学した。
帰国後、父の隆一郎とテレビで共演する機会も多く、元来、一生仕事をして行きたいと考えて、フリーのジャーナリストとして執筆活動を行っていた。1993年5月、初めての単行本として『娘のいいぶん―ガンコ親父にうまく育てられる法』を発刊した。同書は1995年4月、日本文芸振興会主催の第15回日本文芸大賞にて女流文学新人賞を受賞した。
1999年、30歳の時に結婚。2000年、第9回日本地方新聞協会JLNAブロンズ賞を受賞した。
2003年、隆一郎が脳梗塞を発症した。発見が遅れたため、左半身麻痺が残り、元来からの持病であった黄斑変性が進行して失明したが、頑固な性格のため、実際の症状で要介護認定が最高位にもかかわらず、介護認定の面談で隆一郎が見栄を張って実際より軽度と告げ、かつ隆一郎が仕事を続けることを頑なに守ったため、珠生が著作の口述筆記や一般紙の読み聞かせなどのサポートをしていた。珠生はまた、同年から2011年まで、品川区の教育委員を務めた。2005年、第1子である長男である片平凌悟を出産した。
2004年、星槎大学、現代政治論の非常勤講師を担当する。2016年1月から千葉工業大学の理事に就任する。2019年6月から三井住友建設の取締役、日本建設業連合会のけんせつ小町部会長に就任する。2021年4月から内閣府男女共同参画会議の議員、東京都情報公開・個人情報保護審議会の委員に就任する。
2023年4月、これまで所属していたニチエンプロダクションからノースプロダクションへ移籍した。

## 人物
キリスト教カトリック教会信者で洗礼名はガラシャ。岩井聖珠の芸名を持つ日本舞踊岩井流師範である。
細川ガラシャ、明智光秀の子孫としてメディアに登場することがある。
- 明智光秀 - 珠（細川ガラシャ）（細川忠興室） - 細川忠隆（長岡休無）（廃嫡） - 長岡忠春 - 忠重 - 忠英 - 忠昌 - 忠虎 - 忠寿 - 忠顕 - 細川隆虎 - 隆志 - 隆一郎 - 珠生

息子の片平凌悟は、2020年5月23日放送の『サンドウィッチマン&芦田愛菜の博士ちゃん』にて、明智光秀の子孫である「明智光秀博士ちゃん」としてリモート出演した。細川珠生もリモート出演した

## 著書
- 細川珠生『娘のいいぶん―ガンコ親父にうまく育てられる法』情報センター出版局、1993年。ISBN 479581452X。
- 細川珠生『未来を託す男たち』ぶんか社、1999年。ISBN 4821106965。
- 細川珠生『自治体の挑戦―改革者たちの決断と実践』学陽書房、2000年。ISBN 4313160795。
- 細川珠生『未来を託す男たち〈2〉』ぶんか社、2001年。ISBN 4821107295。
- 細川珠生『政治家になるには』ぺりかん社〈なるにはBOOKS〉、2002年。ISBN 4831510033。

## 出演番組

### テレビ
- 上岡龍太郎がズバリ!（TBSテレビ）※お嬢様と母50人 - 1994年
- ベストタイム（TBSテレビ） - 2003年11月 - 2004年3月
- 爆報! THE フライデー（TBSテレビ） - 2017年5月26日※隆一郎の晩年を語る企画
- 太田光の私が総理大臣になったら…秘書田中。（日本テレビ） - 2007年、2009年
- たかじんのそこまで言って委員会（読売テレビ） - 2005年
- ビートたけしのTVタックル（テレビ朝日） - 2017年7月30日
- サンドウィッチマン&芦田愛菜の博士ちゃん（テレビ朝日） - 2020年5月23日

### ラジオ
- 細川珠生のモーニングトーク（ラジオ日本） - 1995年9月3日 -

### インターネット動画配信
- みのもんたのよるバズ!（AbemaNews）※コメンテーター（不定期）